# Église Saint-Thomas-d'Aquin de Québec
Pour les articles homonymes, voir Aquin.
L'église Saint-Thomas-d'Aquin de Québec est une église située dans le quartier de la Cité-Universitaire, dans l'arrondissement de Sainte-Foy–Sillery–Cap-Rouge, à Québec.

## Histoire
La paroisse a été érigée en 1950, par décret du cardinal Maurice Roy. L’église fut inaugurée le 21 août 1955 et solennellement bénie le 9 octobre suivant. L'église est l'œuvre de l'architecte Philippe Côté. Les sculptures de bois qui ornent l'église ont été réalisées par l'artiste Lauréat Vallière. En mai 2022, le Père Brice Petitjean, qui était jusqu'à cette date le curé de sa paroisse, quitte ses fonctions pour retourner en France, son pays natal.

## Curés de la paroisse
- Charles-Henri Paradis, curé fondateur (1950 à 1970)
- Roger Boisvert (1970 à 1982)
- Gérard Lemay (1982 à 1994)
- Gérard Bilodeau (1994 à 2006)
- Alain Pouliot (2006 à 2008)
- Frédéric Verscheure, de la communauté de l'Emmanuel (23 août 2008)
- Brice Petitjean

## Galerie

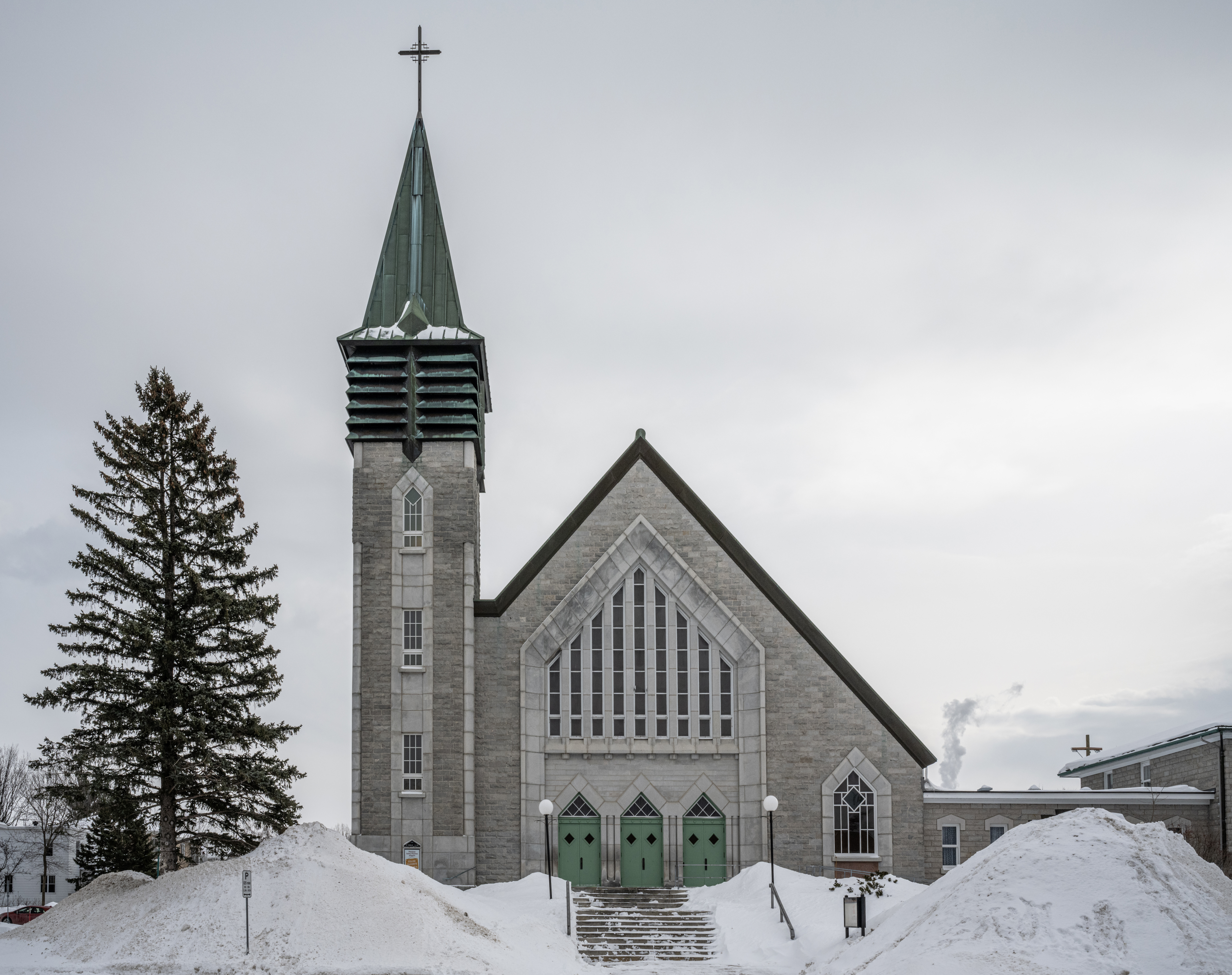
Façade avant
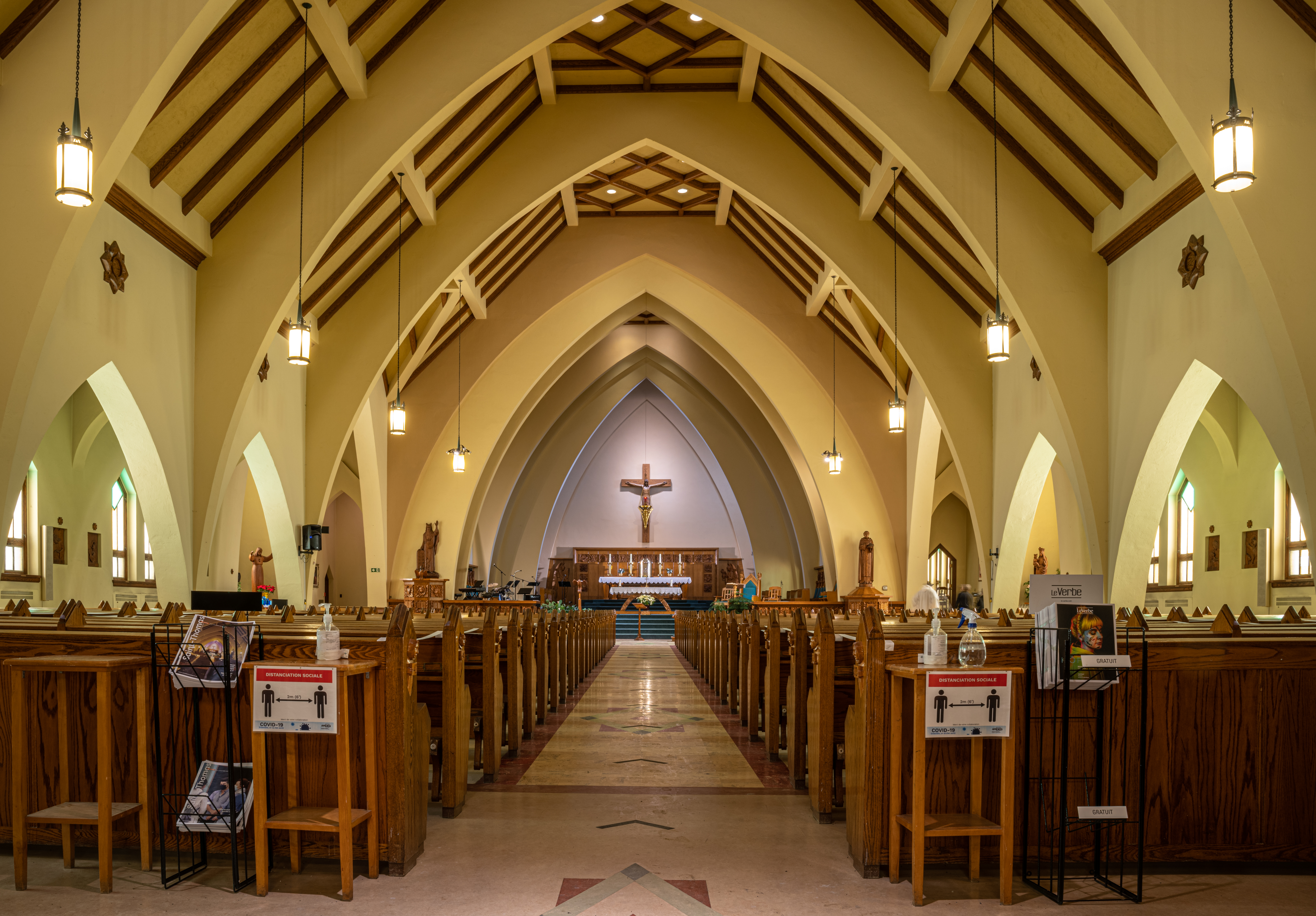
Intérieur
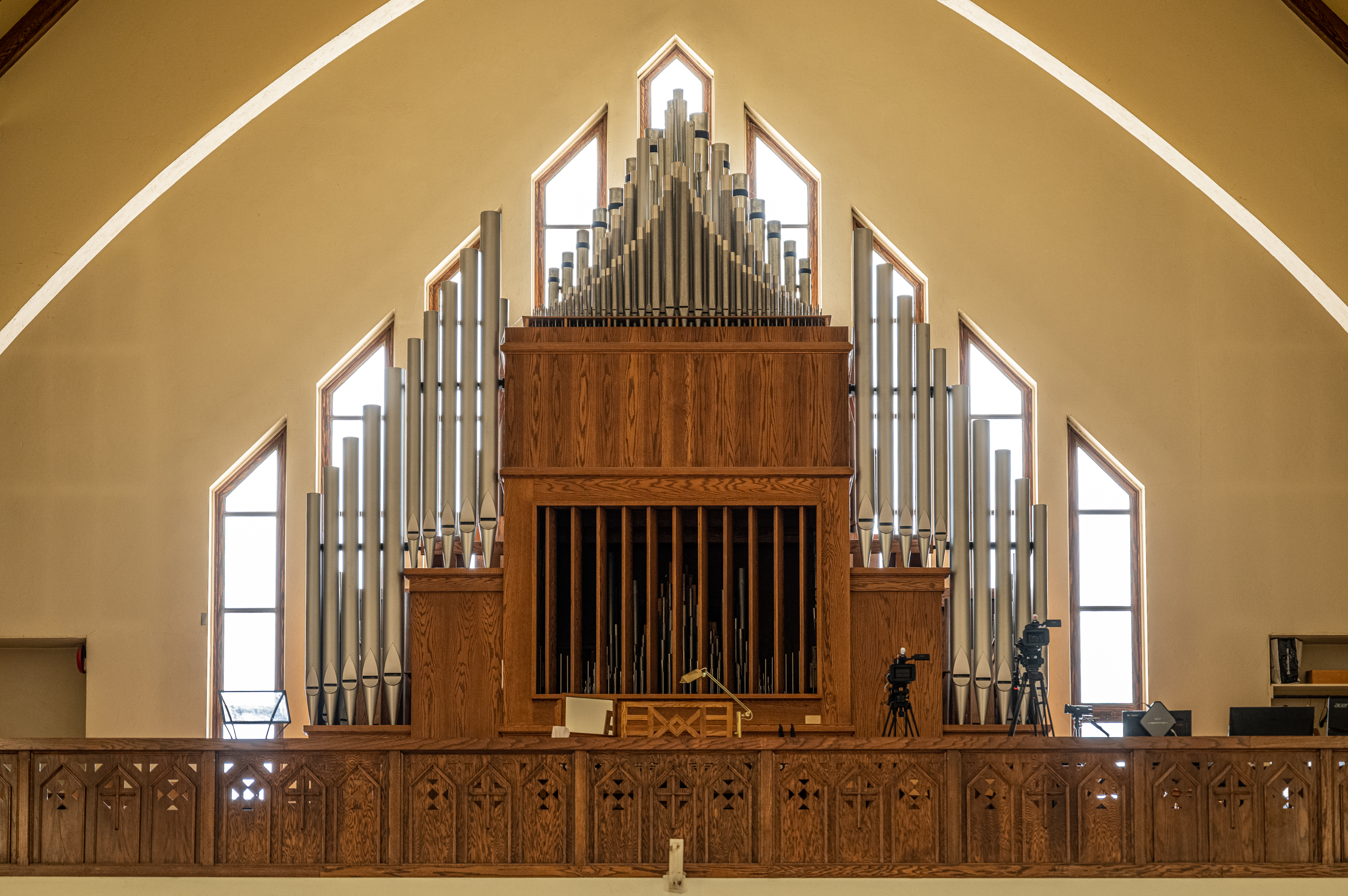
Orgue